# Horst Niemack

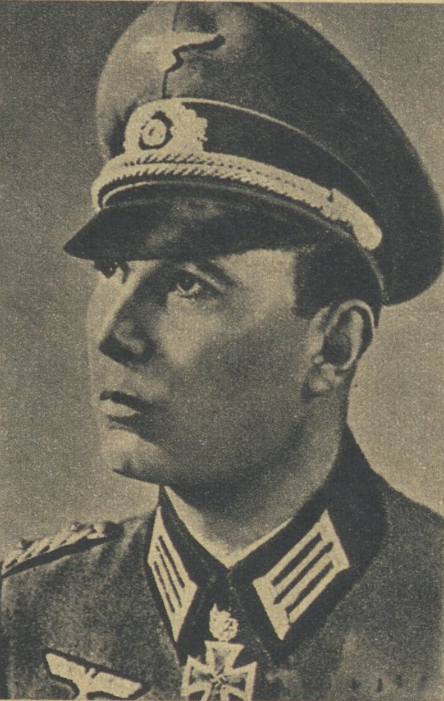
Oberst Horst Niemack

Theodor Robert Ernst Horst Niemack, kurz Horst Niemack (* 10. März 1909 in Hannover; † 7. April 1992 in Celle) war ein deutscher Offizier, Turnierreiter und Reitlehrer. Er diente als Generalmajor im Heer der Wehrmacht im Zweiten Weltkrieg und später als Brigadegeneral der Reserve in der Bundeswehr. Er war nach dem Zweiten Weltkrieg maßgeblich am Wiederaufbau des deutschen Reitsports beteiligt.

## Militärischer Werdegang

### Reichswehr
Beförderungen
- 1. Februar 1931 Leutnant
- 1. Februar 1934 Oberleutnant

Horst Niemack wurde am 10. März 1909 als Sohn eines Großkaufmanns in Hannover geboren. In Hannover und Hildesheim besuchte er Gymnasien und schloss die Schule mit dem Abitur ab.
Niemack trat am 7. Juni 1927 der Reichswehr bei, wo er als Offiziersanwärter der Fahrabteilung 6 zugeteilt wurde. Dort absolvierte er seine infanteristische Grundausbildung und kam am 1. Juli 1928 als Fahnenjunker in das 18. Reiter-Regiment nach Stuttgart-Bad Cannstatt, wo er bis Ende September 1933 verblieb. Anschließend besuchte Niemack bis 30. September 1936 die Kavallerieschule Hannover. Während dieser Zeit fungierte er zugleich als Mitglied der dortigen Reiter-Turniermannschaft und errang zahlreiche Siege bei diversen Reitturnieren.

### Wehrmacht

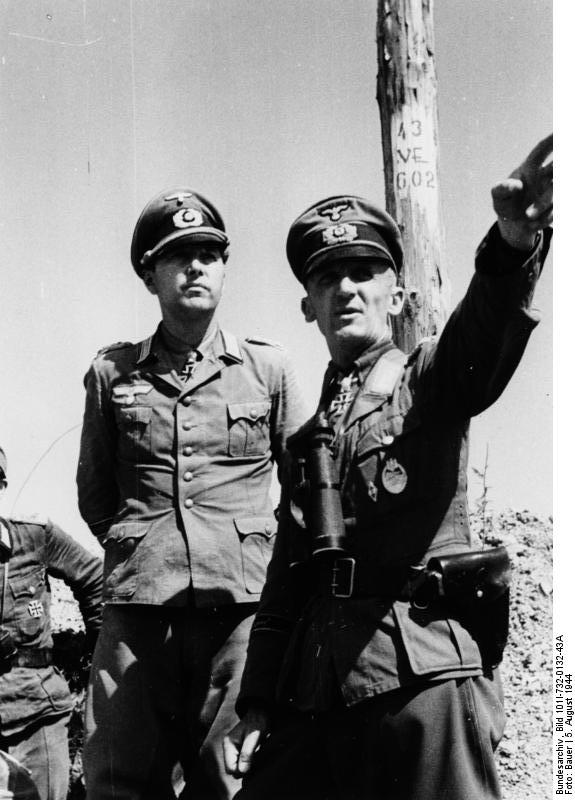
Oberst Niemack links neben General Hasso von Manteuffel bei den Kämpfen um Wilkowischken im August 1944. (NS-Propagandabild)

Zum 1. Oktober 1936 wurde Niemack zum Lehrer an der Heeresreit- und Fahrschule nach Hannover abkommandiert, an der er über den Beginn des Zweiten Weltkrieges hinaus bis Ende September 1939 unterrichtete.
Zum 1. Oktober 1939 wurde Niemack zum Chef der 3. Schwadron der Divisionsaufklärungsabteilung 5 ernannt, die er bis zum 31. März 1940 führte. Zum 1. April 1940 stieg er zum Kommandeur der genannten Divisionsaufklärungsabteilung auf, die er im Westfeldzug kommandierte. Hierfür erhielt Niemack am 13. Juli 1940 das Ritterkreuz des Eisernen Kreuzes. Anschließend nahm er mit seiner Abteilung am Ostfeldzug teil, bei dem Niemack im Bereich der Heeresgruppe Nord über die Njemen nach Orla vorstieß. Dort gelang es seiner Abteilung, die russischen Einheiten fünf Tage lang zu binden und somit einen gegnerischen Durchbruch zu verhindern. Bei diesen Kampfhandlungen wurde Niemack schwer verwundet. Für seine dortigen Leistungen wurde er am 6. Juli 1941 im Wehrmachtbericht erwähnt und erhielt am 10. August 1941 das Eichenlaub zum Ritterkreuz verliehen.
Am 30. September 1941 gab Niemack das Kommando seiner Abteilung ab und wurde am Folgetag, dem 1. Oktober 1941, zum Lehrgruppenkommandeur an der Panzertruppenschule II in Potsdam-Krampnitz ernannt. Diese Funktion hatte er bis Ende Januar 1943 inne. Anschließend trat er im Februar 1943 in die Führerreserve bei Oberkommando des Heeres ein. Am 1. März 1943 wurde Niemack zum Kommandeur des in Frankreich neu aufgestellten Panzergrenadier-Regiments 26 ernannt, welches zuvor bei der Schlacht um Stalingrad vernichtet worden war. Am 1. Oktober 1943 wurde Niemack Kommandeur des Panzerfüsilierregiments Grossdeutschland, mit dem er an der Ostfront eingesetzt war, unter anderem bei der Schlacht um Charkow sowie bei Kursk.
Beförderungen
- 1. März 1938 Rittmeister
- 1. Oktober 1941 Major
- 1. März 1943 Oberstleutnant
- 1. Januar 1944 Oberst
- 1. April 1945 Generalmajor

Anschließend kämpfte das Regiment im Bereich der Heeresgruppe Süd, wo Niemack am 4. Juni 1944 die Schwerter zum Eichenlaub verliehen wurden. Am 24. August 1944 wurde Niemack durch Panzer- oder PAK-Beschuss in seinem Schützenpanzerwagen erneut schwer verwundet. Nach Operation an der Berliner Charité und seiner Genesung, die bis in den Januar 1945 dauerte, wurde Niemack am 15. Januar 1945 zum Kommandeur der Panzer-Lehr-Division ernannt, mit der er am gescheiterten Entsatz des Ruhrkessels teilnahm. Dabei wurde Niemack im März 1945 erneut schwer verwundet. Er erlebte das Kriegsende in einem Lazarett in Eutin und kam dort in britische Kriegsgefangenschaft, aus der er am 24. Juni 1947 entlassen wurde.

### Bundeswehr
In der Bundeswehr wurde er am 16. November 1959 als Brigadegeneral der Reserve beordert und beriet das Bundesministerium der Verteidigung. Niemack leistete vom 16. November 1959 bis 12. Dezember 1959 eine erste Reserveübung bei der Panzertruppenschule der Bundeswehr ab. Eine zweite Reserveübung vom 18. September bis 14. Oktober 1961 absolvierte er beim I. Korps in Münster, die dritte und letzte am 18. Mai und 19. Mai 1962 bei der 11. Panzergrenadierdivision.

## Zivile Tätigkeit in der Bundesrepublik

### Reiterei
Nach dem Krieg widmete sich Niemack dem Reitsport; er war, neben Gustav Rau, maßgeblich am Wiederaufbau des deutschen Reitsports beteiligt. 1948 wurde er Reitlehrer später dann Chefreitlehrer des hannoverschen Reiterverbandes. Von 1950 bis 1980 war er Präsident der Deutschen Richtervereinigung für Pferdeleistungsprüfungen und ab 1952 Vorsitzender im Deutschen Olympischen Komitee für Reiterei (DOKR). Ferner fungierte er als Vorstandsmitglied des Hauptverbandes für Zucht und Prüfung deutscher Pferde. Von 1955 bis 1958 war er Leiter der Höheren Reit- und Fahrschule Warendorf (heute: Deutsche Reitschule Warendorf). Er bildete dort u. a. Fritz Ligges aus. Bei den olympischen Spielen 1956, 1960, 1964 und 1968 war er Equipe-Chef der deutschen Dressurreiter. Er war als international geachteter Ausbilder und Turnierrichter tätig, auch verfasste er mehrere Richtlinien für die Reitkunst und die Reitfahrkunst.

### Sonstiges
Anfang der 1950er Jahre gehörte Niemack dem Orden „Die Bruderschaft“ an, der „Demokratie und Parlamentarismus überwinden“ wollte und sich aus militärisch hochrangigen Führungskräften mit nationalsozialistischem Hintergrund zusammensetzte und eine antimarxistische Ausrichtung hatte.
Von 1958 bis 1988 war Niemack Vorsitzender der Ordensgemeinschaft der Ritterkreuzträger (OdR), außerdem war er Vorsitzender des Ringes deutscher Soldatenverbände (RDS) und Präsidiumsmitglied der Confédération Européenne des Anciens Combattants (CEAC).
Niemack vertrat die Ansicht, dass die militärische Leistung von Soldaten „an sich“ bewertet werden solle, unabhängig von den politischen Zielsetzungen des Regimes, da Soldaten die Ziele, denen sie im Krieg dienen, nicht selbst bestimmen können. Er befürwortete daher die Einbeziehung ausgewählter Wehrmachtsideen in das Traditionserbe der Bundeswehr. Andere teilten diese Ansicht nicht und meinten, dass die Soldaten auch eine Mitverantwortung für die Geschehnisse im Zweiten Weltkrieg gehabt hätten.

## Familie
Niemack war evangelischer Konfession und verheiratet. Aus seiner Ehe ging ein Kind hervor. Seine Tochter heiratete in die Familie von Bohlen und Halbach ein. Sein Grab befindet sich auf dem Friedhof in Groß Hehlen.

## Auszeichnungen

### Kriegsauszeichnungen
- Eisernes Kreuz (1939) II. und I. Klasse
- Ritterkreuz des Eisernen Kreuzes mit Eichenlaub und Schwertern[5][6]
  - Ritterkreuz am 13. Juli 1940
  - Eichenlaub am 10. August 1941 (30. Verleihung)
  - Schwerter am 4. Juni 1944 (69. Verleihung)
- Verwundetenabzeichen (1939) in Gold[7]

### Verdienstorden
- Großkreuz des spanischen Militär-Verdienstordens am 22. Mai 1953[4]
- Großes Verdienstkreuz der Bundesrepublik Deutschland im Jahre 1969[8]
- Großes Verdienstkreuz des niedersächsischen Verdienstordens[7] im Jahr 1977

### Weitere Ehrungen
- Deutsches Reitabzeichen in Gold im Jahre 1934
- Deutsches Reiterkreuz in Gold im Jahre 1969
- Ehrenmedaille der Stadt Paris am 29. April 1985[9]
- Ehrenzeichen in Gold mit den olympischen Ringen der Deutschen Reiterlichen Vereinigung
- Ehrenpräsidentschaft der Deutschen Reiterlichen Vereinigung

## Veröffentlichungen
- Studien über die Gangarten von Pferden. Deutsche Richtervereinigung für Pferdeleistungsprüfungen, 1965